# Maputo (rzeka)
Maputo River (port. Rio Maputo, także Great Usutu, Lusutfu, Suthu) – rzeka w Republice Południowej Afryki i Mozambiku, największa rzeka w Eswatini.
Rzeka bierze początek w okolicach Amsterdamu w południowoafrykańskiej prowincji Mpumalanga i płynie na wschód przez Eswatini, gdzie przecina góry Lubumbo. Wąwóz o długości 13 km, przez który płynie rzeka, stanowi granicę pomiędzy RPA i Eswatini, następny odcinek, o, długości ok. 20 km, stanowi granicę RPA z Mozambikiem. Na granicy mozambickiej do Maputo wpływa jej największy dopływ, Pongola. Po 85 kilometrach rzeka uchodzi do zatoki Maputo, części Oceanu Indyjskiego.
Nad rzeką leżą m.in. Bhunya, Loyengo, Siphofaneni i Big Bend.